# Budzów (Klein-Polen)
Budzów is een dorp in het Poolse woiwodschap Klein-Polen, in het district Suski. De plaats maakt deel uit van de gemeente Budzów en telt 2400 inwoners.

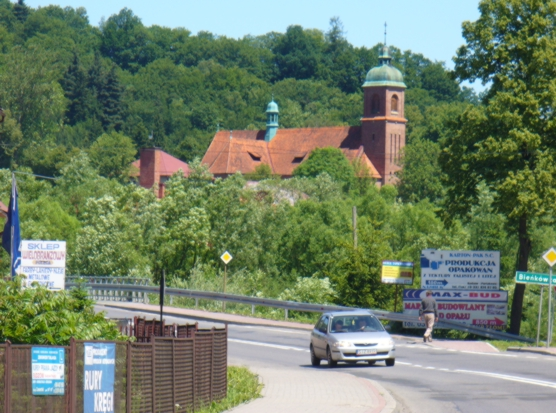
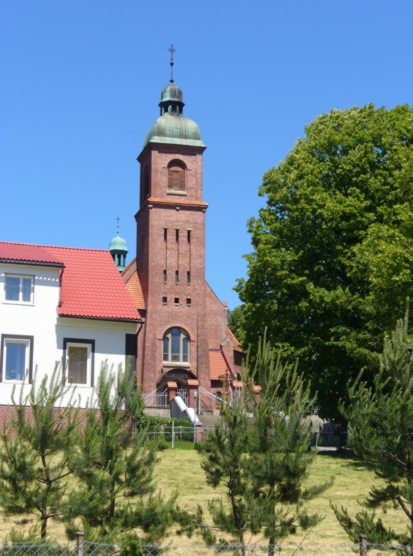